# Аудиторе
Аудито̀ре (на италиански: Auditore, на местен диалект l'Auditor, л'Аудитор) е село в Централна Италия, община Сасокорваро Аудиторе, провинция Пезаро и Урбино, регион Марке. Разположено е на 373 m надморска височина.